# سهير باطوق
سهير وليد باطوق (مواليد 11 يونيو 2006) هي لاعبة كرة قدم سعودية تلعب كلاعبة لاعبة وسط أو جناح في نادي القادسية ضمن الدوري السعودي الممتاز للسيدات.

## المسيرة مع الأندية
بدأت باطوق مسيرتها الكروية مع نادي شعلة الشرقية خلال موسم 2022/2023 من الدوري السعودي الممتاز للسيدات.
إلى جانب مشاركتها مع شعلة الشرقية في موسم 2023/2024 من الدوري السعودي الممتاز للسيدات، شاركت باطوق في دوري المدارس للفتيات المعروف باسم دوري مدارس مع فريق مدرسة حديقة البيان الأهلية، وفازت بجائزة هدافة البطولة التي بلغت قيمتها 10,000 ريال سعودي. بعد انتهاء دوري المدارس، انضمت إلى معسكر أفضل 18 لاعبة في دوري المدارس 2023، والذي أقيم في العاصمة الإسبانية مدريد في 1 مارس 2024.
في 28 فبراير 2024، ساهمت باطوق مع فريق تحت 17 سنة في نادي شعلة الشرقية في تحقيق المركز الثالث في بطولة الاتحاد السعودي لكرة القدم للسيدات تحت 17 سنة لموسم 2023/2024.
في 22 أغسطس 2024، أعلن نادي القادسية عن توقيع عقد مع باطوق يمتد حتى عام 2027.

## المسيرة الدولية
في 3 فبراير 2023، انضمت باطوق إلى القائمة الأولى للمنتخب السعودي تحت 17 سنة للسيدات بقيادة المدربة الكرواتية ستيلا غوتال.
في 5 ديسمبر 2023، تم استدعاء باطوق للانضمام إلى القائمة الأولى للمنتخب السعودي تحت 20 سنة للسيدات تحت إشراف المدربة الاسكتلندية بولين هاميل.

## الإنجازات

### الأندية
شعلة الشرقية
- بطولة الاتحاد السعودي لكرة القدم للسيدات تحت 17 سنة المركز الثالث: 2023–24